# الوردية (الرقة)
الوردية قرية سورية تتبع ناحية عين عيسى في منطقة تل أبيض في محافظة الرقة. بلغ عدد سكانها 317 نسمة في عام 2004 حسب إحصاء المكتب المركزي للإحصاء.